# Claudio Tognonato
Claudio Alberto Tognonato (Buenos Aires, 1954) è un sociologo e filosofo argentino.

## Biografia
Al termine del Liceo, si iscrive alla Facoltà di Giurisprudenza dell'Università di Buenos Aires, dove sostiene 19 esami, ma deve abbandonare gli studi in quanto sospettato e ricercato dalla Dittatura militare argentina a causa della sua attività militante nelle borgate, le villas miseria di Buenos Aires.
Costretto alla clandestinità, lascia il paese e raggiunge l'Italia con l'aiuto di Enrico Calamai che gli fornisce un passaporto italiano. Una volta in Italia, Tognonato si dedica alla denuncia della violazione dei diritti umani in Argentina e riprende gli studi laureandosi prima in sociologia e poi in filosofia. Scopre l'esistenzialismo attraverso L'essere e il nulla e successivamente si dedica allo studio di tutta l'opera sartriana. Frequenta assiduamente Franco Ferrarotti con il quale scrive una raccolta di conversazioni (Tornando a casa: conversazioni con Franco Ferrarotti).
Crea il Gruppo di Studi Sartriani a Roma. Ha collaborato regolarmente per vent'anni con il giornale il manifesto, occupandosi principalmente della situazione argentina e di problematiche culturali, in particolare intorno alla figura di Jean-Paul Sartre.
In qualità di sociologo vince nel 2003 un concorso ed entra nella Facoltà di Scienze della Formazione dell'Università degli studi Roma Tre.

## Opere
- Sartre contro Sartre (a cura di) con Gabriella Farina, Cosmopoli, Bologna, 1996. ISBN 88-86740-17-4
- Tornando a casa. Conversazioni con Franco Ferrarotti, Edizioni Associate, Roma, 2003. ISBN 978-88-267-0340-4
- Il corpo del sociale. Appunti per una sociologia esistenziale, Liguori, Napoli, 2006. ISBN 978-88-207-3981-2
- Affari nostri. Diritti umani e rapporti Italia-Argentina (1976-1983) (a cura di), Fandango, Roma, 2012. ISBN 978-88-6044-266-6
- Economia senza società Oltre i limiti del mercato globale, Liguori Editore, Napoli, 2014. ISBN 978-88-207-6421-0
- "Teoria sociale dell'agire inerte. L'individuo nella morsa delle costruzioni sociali", Liguori Editore, Napoli 2018. ISBN 978-88-207-6743-3

### Traduzioni
- Traduzione allo spagnolo e prefazione del libro La storia e il quotidiano di Franco Ferrarotti, La historia y lo cotidiano, Centro Editor de América Latina, Buenos Aires, 1990; Ediciones Península, Barcellona, 1991.
- Traduzione in italiano del libro El vuelo di Horacio Verbitsky : Il volo. Le rivelazioni di un militare pentito sulla fine dei desaparecidos, Feltrinelli, Milano, 1996; Fandango, Roma, 2008. ISBN 978-88-6044-091-4
- Traduzione allo spagnolo del libro Sartre contro Sartre (a cura di), Gabriella Farina e Claudio Tognonato : Sartre contra Sartre Archiviato il 9 gennaio 2017 in Internet Archive., Ediciones del Signo, Buenos Aires, 2001. ISBN 987-98166-8-4
- Traduzione al francese Le corps du social. Esquisse pour une sociologie existentielle, L'Harmattan, Paris 2014. ISBN 978-2-336-30719-0 (traduzione di Benjamin Gadé)